# Sorans-lès-Breurey
Sorans-lès-Breurey ist eine Gemeinde im französischen Département Haute-Saône in der Region Bourgogne-Franche-Comté.

## Geographie
Sorans-lès-Breurey liegt auf einer Höhe von 250 m über dem Meeresspiegel, 3 km südwestlich von Rioz und etwa 18 km nördlich der Stadt Besançon (Luftlinie). Das Dorf erstreckt sich im Süden des Departements, nördlich des Flusstals des Ognon, in einer offenen Talmulde des Baches Buthiers, am Ostrand der Forêt de Sorans.
Die Fläche des 14,37 km² großen Gemeindegebiets umfasst einen Abschnitt der gewellten Landschaft zwischen den Flusstälern von Ognon im Süden und Saône im Nordwesten. Der zentrale Teil des Gebietes wird in Nord-Süd-Richtung von der Buthiers durchflossen, die für die Entwässerung zum Ognon sorgt. Die Talniederung ist relativ schmal, öffnet sich aber im Bereich von Sorans zu einer weiten Mulde, die von Alluvialböden gefüllt ist. Sie wird überwiegend landwirtschaftlich genutzt. 
Flankiert wird das Tal der Buthiers im Westen vom langgezogenen Höhenrücken der Forêt de Sorans, auf dem mit 363 m die höchste Erhebung von Sorans-lès-Breurey erreicht wird. Der Höhenzug besteht aus einer Wechsellagerung von kalkigen und sandig-mergeligen Schichten aus der oberen Jurazeit. Nach Osten erstreckt sich das Gemeindeareal über das Plateau, das durchschnittlich auf 260 m liegt, bis zum waldigen Taleinschnitt des Ruisseau de Malgérard, eines weiteren rechten Zuflusses des Ognon. Im Süden verläuft die Abgrenzung im Bereich des Bois de la Chenove.
Zu Sorans-lès-Breurey gehören zwei Weilersiedlungen:
- Breurey (240 m) an der Buthiers am Ostrand der Forêt de Sorans
- They-en-Sorans (260 m) auf dem Plateau nördlich des Ognon-Tals

Nachbargemeinden von Sorans-lès-Breurey sind Montarlot-lès-Rioz im Norden, Neuvelle-lès-Cromary und Aulx-lès-Cromary im Osten, Cromary und Voray-sur-l’Ognon im Süden sowie Boult im Westen.

## Geschichte
Im Mittelalter gehörte Sorans zur Freigrafschaft Burgund und darin zum Gebiet des Bailliage d’Amont. Die Herrschaft Sorans wird im Jahr 1226 erstmals urkundlich erwähnt. Zusammen mit der Franche-Comté gelangte das Dorf mit dem Frieden von Nimwegen 1678 definitiv an Frankreich. 1686 wurde die Herrschaft zum Marquisat erhoben. Zu einer Gebietsveränderung kam es im Jahr 1807, als die vorher selbständigen Gemeinden Breurey-lès-Sorans (1806: 180 Einwohner), Neuvelle-lès-Cromary (1806: 279 Einwohner) und They (1806: 45 Einwohner) mit Sorans vereinigt wurden. Neuvelle-lès-Cromary erhielt jedoch 1831 seine Selbständigkeit wieder zurück. Heute ist Sorans-lès-Breurey Mitglied des 33 Ortschaften umfassenden Gemeindeverbandes Communauté de communes du Pays Riolais.

## Sehenswürdigkeiten

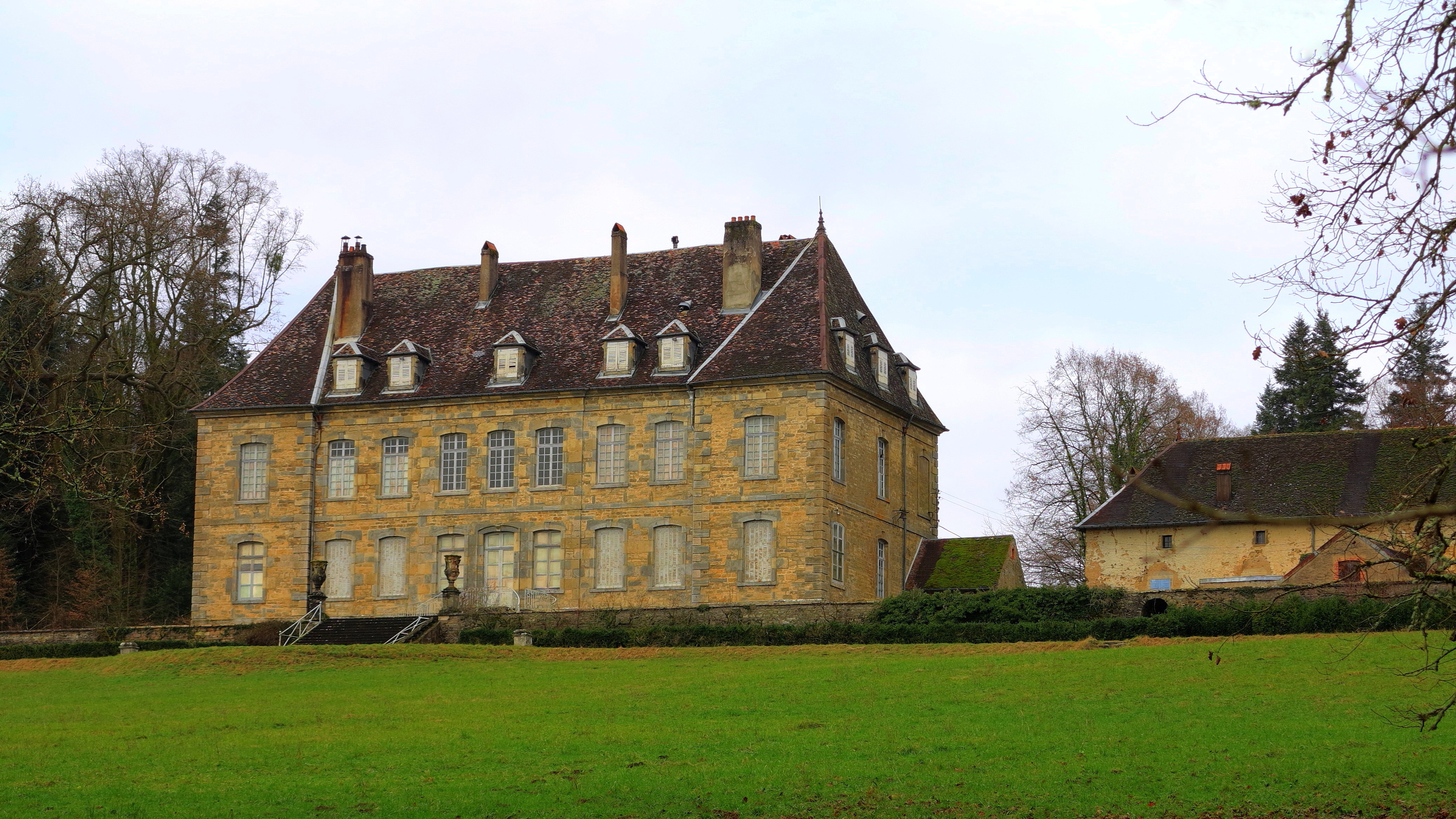
Schloss

Bei Sorans befinden sich das Maison-Forte aus dem 16. Jahrhundert mit einer Kapelle und einer ehemaligen Mühle. Westlich des Dorfes steht das Château de Sorans, das im 18. Jahrhundert erbaut wurde, eine reiche Innenausstattung aufweist, und zu dem auch eine neugotische Kapelle gehört. 
Das Lavoir, ehemaliger Brunnen, Waschhaus und Viehtränke, stammt von 1840. 
In They steht eine ursprünglich gotische Kirche (14. bis 16. Jahrhundert), die im 18. Jahrhundert teilweise erneuert wurde. Sie besitzt einen Barockaltar und bemerkenswerte Malereien.

## Bevölkerung
| Jahr                       | 1962 | 1968 | 1975 | 1982 | 1990 | 1999 |
| Einwohner                  | 161  | 146  | 167  | 196  | 250  | 345  |
| Quellen: Cassini und INSEE |      |      |      |      |      |      |

Nachdem die Einwohnerzahl in der ersten Hälfte des 20. Jahrhunderts deutlich abgenommen hatte (1896 wurden noch 301 Personen gezählt), wurde seit Beginn der 1970er Jahre wieder ein kräftiges Bevölkerungswachstum verzeichnet. Seither hat sich die Einwohnerzahl mehr als verdoppelt.

## Wirtschaft und Infrastruktur
Sorans-lès-Breurey war bis weit ins 20. Jahrhundert hinein ein vorwiegend durch die Landwirtschaft (Ackerbau, Obstbau und Viehzucht) und die Forstwirtschaft geprägtes Dorf. Heute gibt es verschiedene Betriebe des lokalen Kleingewerbes. In den letzten Jahrzehnten hat sich das Dorf zu einer Wohngemeinde gewandelt. Viele Erwerbstätige sind deshalb Wegpendler, die in den größeren Ortschaften der Umgebung und in der Agglomeration Besançon ihrer Arbeit nachgehen.
Der Ort ist verkehrstechnisch gut erschlossen. Sie liegt nahe der Hauptstraße N57, die von Besançon nach Vesoul führt. Der nächste Anschluss an die Autobahn A36 befindet sich in einer Entfernung von ungefähr 18 km. Weitere Straßenverbindungen bestehen mit Boult, Rioz und Cromary.